# Parafia Matki Bożej Królowej Polski w Gorzykowie
Parafia Matki Bożej Królowej Polski w Gorzykowie – jedna z 7 parafii dekanatu witkowskiego. Erygowana w 1958 roku. Kościół został wybudowany w XVII wieku, następnie uległ zniszczeniu i nigdy nie został odbudowany. Dopiero w 1958 roku na potrzeby kultu Bożego zaadaptowano budynek gospodarczy. W 1981 roku na jego miejscu stanęła nowa świątynia.

## Dokumenty
Księgi metrykalne: 
- ochrzczonych od 1945 roku
- małżeństw od 1945 roku
- zmarłych od 1945 roku